# كأس الجبل الأسود 2016–17
كأس الجبل الأسود 2016–17 هو الموسم 11 من كأس الجبل الأسود. أقيم خلال الفترة 20 سبتمبر 2016 وحتى 31 مايو 2017، وأشرف على تنظيمه اتحاد الجبل الأسود لكرة القدم، وكان عدد الأندية المشاركة فيه 30، وفاز فيه نادي سوتيسكا نيكشيتش.